# 大灣 (伊利諾伊州)
大灣（英語：Big Bay）是位於美國伊利諾伊州馬薩克縣的一個非建制地區。該地的面積和人口皆未知。

## 地理
大灣的座標為37°19′00″N 88°43′18″W / 37.31667°N 88.72167°W，而該地的平均海拔高度為106米（即348英尺）。